# Ich bin ein Pilgrim auf der Welt, BWV Anh. 190
{{Infotaula obra musicalIch bin ein Pilgrim auf der Welt, BWV Anh. 190 (Soc un pelegrí del món) és una cantata perduda de Bach estrenada a Leipzig, probablement el 18 d'abril del 1729, per al dilluns de Pasqua. El text és de Picander i l'únic que es conserva és un fragment del quart moviment.